# Голуей Кинел
Голуей Кинел (на английски: Galway Kinnell) е американски поет, преводач на поезия, редактор. Носител на наградата „Пулицър“ за 1983 г.

## Биография
Роден е в Провидънс на остров Род Айлънд. Сам твърди, че за поезията е бил спечелен още като дете в родната си къща от прочетените там книги на Едгар Алан По и Емили Дикинсън, привлече както от музикалността на текстовете им, така и от идеята, че са водили изолиран живот.
Следва в Принстънския университет, завършвайки през 1948 г. заедно с приятеля и поет от същото поколение Уилям Мъруин. Магистърска степен получава в Университета Рочестър. Служи във флота на САЩ. С Фулбрайтова стипендия живее в Париж. През 60-те години става част от Движението за граждански права в САЩ. През 1968 г. подписва декларацията „Writers and Editors War Tax Protest“, призоваваща да не се плащат данъци като протест срещу войната във Виетнам. Участието му в Движението за граждански права и в протестите срещу войната във Виетнам се отлагат в поемата му The Book of Nightmares, издадена като отделна книга.
Между 1989 и 1993 г. той е поет лауреат на щата Върмонт. 
Кинел е Ерих Мария Ремарк професор по творческо писане в Нюйоркския университет. Пенсионира се през 2011 г. и се оттегля в къщата си във Върмонт, където умира на 28 октомври 2014 г. от левкемия.

## Награди и признание
Носител е на наградата „Уолъс Стивънс“ на Американската академия на поетите за доказано майсторство в изкуството на поезията (2010). Печелил е стипендиите „Маккартър“ и „Рокфелер“. Носител е на наградата „Шели“ (1974) и на медала „Робърт Фрост“ (2002) на Поетическото общество на Америка, както и на Медала за заслуги на Националния институт за изкуства и литература (1975). Служи като ректор на Американската академия на поетите между 2001 и 2007 г.

### Стихосбирки
- What a Kingdom It Was. Houghton Mifflin, 1960.
- Flower Herding on Mount Monadnock. Houghton Mifflin, 1964.
- Body Rags. Houghton Mifflin, 1968.
- The Book of Nightmares. Houghton Mifflin Harcourt, 1971.
- The Avenue Bearing the Initial of Christ into the New World: Poems 1946 – 64. 1974.
- Mortal Acts, Mortal Words. Houghton Mifflin, 1980.
- Blackberry Eating. William B. Ewert, 1980.
- Selected Poems. Houghton Mifflin, 1982. – носител на National Book Award[11][11] и на наградата „Пулицър“ [12]
- How the Alligator Missed Breakfast. Houghton Mifflin, 1982.
- The Past. Houghton Mifflin, 1985.
- When One Has Lived a Long Time Alone. Knopf, 1990.
- Three Books. Houghton Mifflin Harcourt, 2002.
- Imperfect Thirst. Houghton Mifflin Harcourt, 1996.
- A New Selected Poems. Houghton Mifflin Harcourt, 2000. – финалист за National Book Award[13]
- The avenue bearing the initial of Christ into the New World: poems, 1953 – 1964. Houghton Mifflin Harcourt, 2002.
- Strong Is Your Hold. Houghton Mifflin, 2006.

Преводи
- Ив Бонфоа, On the motion and immobility of Douve. Translator Galway Kinnell. Ohio University Press, 1968.
- Франсоа Вийон, The poems of François Villon. Translator Galway Kinnell. UPNE, 1982.
- Иван Гол, Lackawanna Elegy. Translator Galway Kinnell. Sumac Press, 1970.
- Иван Гол, Yvan Goll, Selected Poems. Translators Paul Zweig, Jean Varda, Robert Bly, George Hitchcock, Galway Kinnell. Kayak Books, 1968.
- Райнер Мария Рилке, The Essential Rilke. Translators Galway Kinnell, Hannah Liebmann. HarperCollins, 2000.

### Романи
- Black Light. Houghton Mifflin, 1966.

### На български
- „Руини под звездите. Избрани стихотворения“. Превод от английски Георги Белев. София: Народна култура, 1989.